# Willy Ambaka
Willy Ambaka Ndayara (14 de maio de 1990) é um jogador de rugby sevens queniano.

## Carreira
Willy Ambaka integrou o elenco da Seleção Queniana de Rugbi de Sevens, na Rio 2016, que foi 11º colocada.